# Weezer (album, 2001)
Pour les articles homonymes, voir Weezer.
Albums de Weezer
Pinkerton
(1996) Maladroit
(2002)
Singles
1. Hash Pipe
Sortie : 18 juin 2001
2. Island in the Sun
Sortie : 28 août 2001
3. Photograph
Sortie : 3 décembre 2001

Weezer, généralement appelé « The Green Album » (l'album vert) du fait de la couleur de sa pochette, est le troisième album studio du groupe de rock alternatif Weezer, paru le 15 mai 2001. Enregistré après une pause de plus de quatre ans, il comprend le single Island in the Sun, l'un des plus grands succès du groupe. C'est le premier et seul album enregistré avec le bassiste Mikey Welsh. L'album est un grand succès commercial en Amérique du Nord et est généralement bien accueilli par la critique.

## Historique
Après l'échec critique et commercial de l'album Pinkerton (1996), le groupe Weezer prend une longue pause durant laquelle le chanteur et guitariste Rivers Cuomo crée le groupe Homie, dont le bassiste est Mikey Welsh. Ce groupe est dissous en 1998 et Rivers Cuomo retourne travailler sur des démos pour Weezer avec le guitariste Brian Bell et le batteur Patrick Wilson. Le bassiste Matt Sharp prend pour sa part ses distances avec le groupe et annonce son départ en avril pour se consacrer à son propre groupe, The Rentals. Il est remplacé par Mikey Welsh. Les répétitions ne donnent pas les résultats voulus et sont interrompues, Rivers Cuomo traversant une période de dépression. Pendant que les autres membres du groupe se consacrent à des projets annexes, Rivers Cuomo s'isole du monde extérieur et se consacre entièrement à la composition, écrivant cent-vingt-et-un textes de chansons, dont près de la moitié deviendront des démos.
Weezer se reforme quand il reçoit une offre très lucrative pour se produire sur scène à l'occasion du Summer Sonic Festival en août 2000 et les répétitions redynamisent le groupe. Il participe au Vans Warped Tour et reçoit un bon accueil du public, ce qui lui fait reprendre confiance. En octobre, Rivers Cuomo annonce que le groupe va retourner en studio pour enregistrer un nouvel album, et Ric Ocasek, déjà producteur du premier album du groupe, est engagé pour le produire. L'enregistrement commence le 27 décembre aux Cello Studios de Los Angeles et dure près de six semaines, le groupe donnant parallèlement des concerts sous le pseudonyme de Goat Punishment. Les parties de la section rythmique sont enregistrées en premier, puis Rivers Cuomo et Brian Bell enregistrent les parties de guitares et le groupe tout entier enregistre le chant et les chœurs.
La pochette présente les quatre membres du groupe sur un fond vert citron, dans un style similaire à celle du premier album, qui était sur fond bleu. C'est un clin d'œil à Ric Ocasek ainsi qu'un symbole de l'approche en forme de retour aux sources de la période d'enregistrement. L'album est dédié à Mykel et Carli Allan, deux sœurs qui ont contribué à développer le fan club officiel du groupe et qui ont trouvé la mort dans un accident de voiture en 1997. La sortie de l'album est d'abord prévue pour le 17 avril 2001 mais un désaccord entre Rivers Cuomo et Geffen Records sur le choix du premier single la retarde. Le label souhaite que ce soit Don't Let Go alors que Rivers Cuomo insiste pour que ce soit Hash Pipe et finit par avoir gain de cause, l'album sortant finalement le 15 mai. Le deuxième single, Island in the Sun, devient l'un des plus grands succès internationaux du groupe. Mikey Welsh quitte le groupe quelques mois après la sortie de l'album pour des raisons demeurées obscures et est remplacé par la suite par Scott Shriner.

## Accueil critique
L'album recueille des critiques généralement favorables, obtenant un score de 73/100, sur la base de quinze critiques collectées, sur le site Metacritic. Stephen Erlewine, d'AllMusic, lui donne 4,5 étoiles sur 5, remarquant que l'album est très court (moins d'une demi-heure) mais que c'est cette brièveté qui le rend si « tonique », et que les chansons punk-pop, « formidablement interprétées et composées » et que « personne ne fait aussi bien qu'eux », ont de « merveilleuses mélodies » et « suffisamment de petits détails pour leur donner de la personnalité ». Pour Rob Sheffield, de Rolling Stone, qui lui donne 4 étoiles sur 5, le groupe délivre « dix excellents morceaux », notamment les « pépites Don't Let Go, Hash Pipe et Simple Pages » ainsi que « la ballade finale O Girlfriend ». Terry Bezer, de Drowned in Sound, lui donne la note de 9/10, affirmant qu'il s'agit de « la plus accrocheuse série de chansons de l'année » et que Rivers Cuomo « écrit de superbes chansons avec une aisance naturelle ». Et pour Arnaud De Vaubicourt, de Music Story, qui lui donne 4 étoiles sur 5, c'est « sans doute le plus accessible des disques de Weezer. Les guitares, toutes griffes dehors, s’articulent sur des mélodies pop que l’on retient dès la première écoute. Et ses aspects laconique, direct, en font un album « facile à écouter ». ».
Parmi les critiques négatives, Sarah Dempster, du New Musical Express, lui donne la note de 5/10, trouvant que c'est une « occasion gâchée » et que les titres de l'album sont « admirables de temps à autre mais généralement médiocres ». Et Spencer Owen, de Pitchfork, lui donne la note de 4/10, évoquant un album « moyen du début à la fin » où la seule chanson « vraiment agréable » est Island on the Sun, le reste n'ayant « aucune puissance et encore moins de profondeur ».

## Liste des chansons
Toutes les paroles sont écrites par Rivers Cuomo, toute la musique est composée par Rivers Cuomo.
| 1.  | Don't Let Go        | 2:59 |
| 2.  | Photograph          | 2:19 |
| 3.  | Hash Pipe           | 3:06 |
| 4.  | Island in the Sun   | 3:20 |
| 5.  | Crab                | 2:34 |
| 6.  | Knock-down Drag-out | 2:08 |
| 7.  | Smile               | 2:38 |
| 8.  | Simple Pages        | 2:56 |
| 9.  | Glorious Day        | 2:40 |
| 10. | O Girlfriend        | 3:49 |

## Classements et certifications
| Pays             | Positions |
| ---------------- | --------- |
| Australie        | 25        |
| Autriche         | 15        |
| Canada           | 2         |
| États-Unis       | 4         |
| Finlande         | 22        |
| France           | 42        |
| Japon            | 14        |
| Norvège          | 7         |
| Nouvelle-Zélande | 25        |
| Royaume-Uni      | 31        |
| Suède            | 8         |

| Pays       | Ventes      | Certifications |
| ---------- | ----------- | -------------- |
| États-Unis | 1 000 000 + | Platine        |
| Canada     | 100 000 +   | Platine        |